# 東京都道440号落合井草線
東京都道440号落合井草線（とうきょうとどう440ごう おちあいいぐさせん）は、東京都新宿区・中野区・杉並区を貫く、東京都道8号千代田練馬田無線と東京都道245号杉並田無線とを結ぶ特例都道である。

## 起点・終点
- 起点：西落合一丁目交差点（東京都新宿区）
- 終点：井草四丁目交差点（東京都杉並区）
- 延長：6,059m
- 面積：94,633m2
- 通称：新青梅街道（東京都通称道路名設定公告整理番号85）

## 通過する自治体
- 東京都
  - 新宿区
  - 中野区
  - 練馬区
  - 杉並区

## 重複区間
- 東京都道420号鮫洲大山線（中野通り） 哲学堂東北角の交差点 - 蓮華寺下交差点
- 東京都道245号杉並田無線（新青梅街道） 井草三丁目交差点 - 井草四丁目交差点

## 連絡道路
| 交差する道路                                                    | 交差点名     | 所在地 | 所在地 |
| --------------------------------------------------------------- | ------------ | ------ | ------ |
| 東京都道8号千代田練馬田無線（目白通り）目白・護国寺・飯田橋方面 |              |        |        |
| 東京都道8号千代田練馬田無線（新目白通り）                       | 西落合一丁目 | 東京都 | 新宿区 |
| 東京都道420号鮫洲大山線（中野通り） （南長崎・千川方面）        |              | 東京都 | 新宿区 |
| 東京都道420号鮫洲大山線（中野通り） （中野・笹塚方面）          | 蓮華寺下     | 東京都 | 中野区 |
| 東京都道318号環状七号線（環七通り）                             | 丸山陸橋     | 東京都 | 中野区 |
| 東京都道427号瀬田貫井線（中杉通り）                             | 鷺宮四丁目   | 東京都 | 中野区 |
| 東京都道25号飯田橋石神井新座線（旧早稲田通り）                  |              | 東京都 | 杉並区 |
| 東京都道311号環状八号線（環八通り）                             | 井草三丁目   | 東京都 | 杉並区 |
| 東京都道439号椎名町上石神井線（千川通り）                       | 井草四丁目   |        | 杉並区 |
| 東京都道245号杉並田無線（新青梅街道）田無・東大和市・所沢方面   |              |        |        |

## 主な施設
- 落合南長崎駅
- 哲学堂公園
- 関東バス丸山営業所
- 歴史民俗資料館
- 国際短期大学
- 野方消防署
- 都立家政駅
- 鷺ノ宮駅
- 武蔵丘高等学校
- 稔ヶ丘高等学校
- 四谷商業高等学校
- 井荻駅
- 井草の森公園

## 関連事項
- 新青梅街道
- 旧目白通り
- 東京都の都道一覧